# Isabel Schnabel

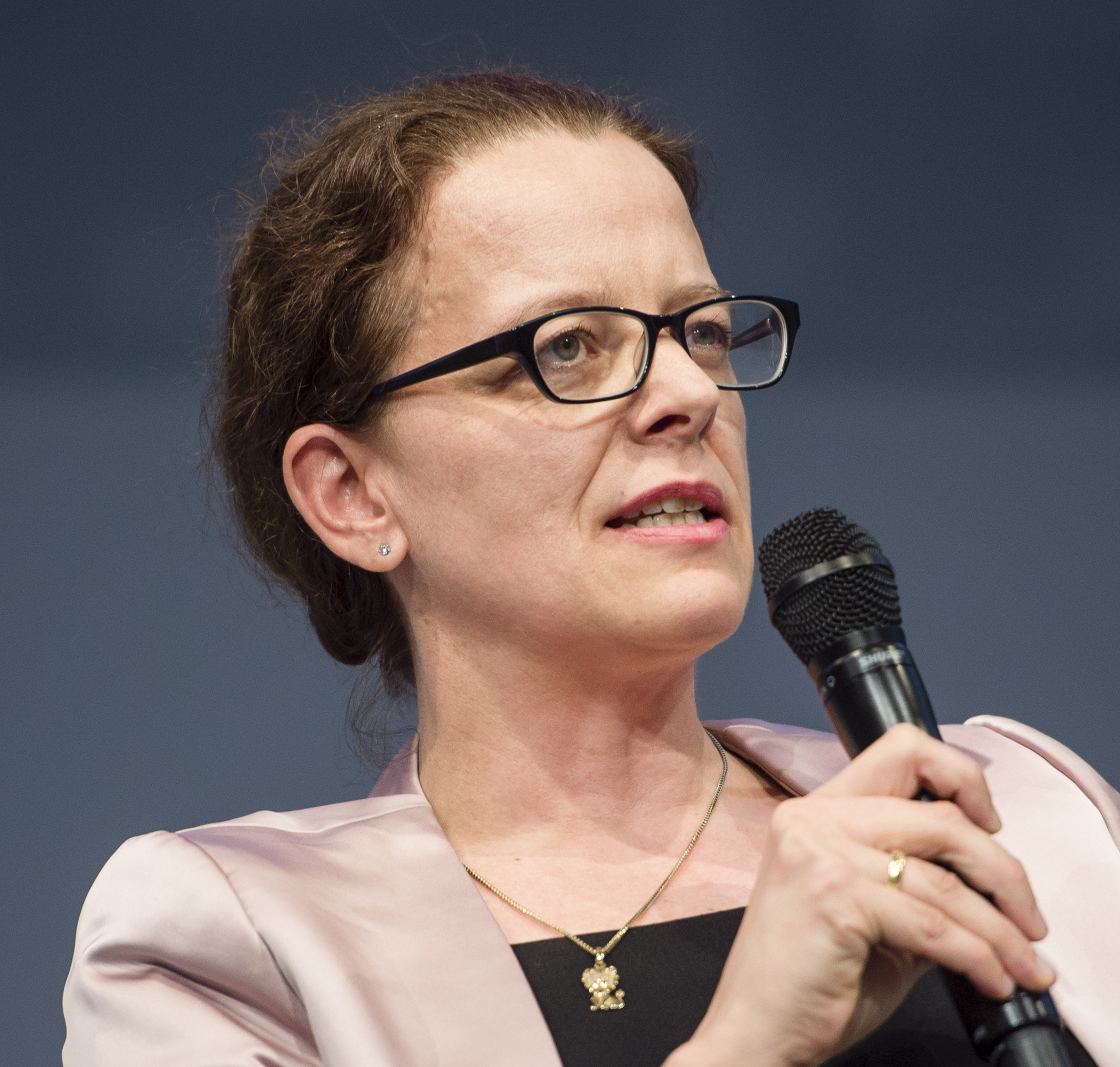
Isabel Schnabel (2017)

Isabel Schnabel (geb. Gödde; * 9. August 1971 in Dortmund) ist eine deutsche Wirtschaftswissenschaftlerin. Seit 2020 ist sie Mitglied des Direktoriums der Europäischen Zentralbank (EZB) sowie seit 2015 Professorin für Finanzmarktökonomie an der Rheinischen Friedrich-Wilhelms-Universität in Bonn. Von 2014 bis 2019 war sie zudem Mitglied im Sachverständigenrat zur Begutachtung der gesamtwirtschaftlichen Entwicklung („Wirtschaftsweise“). Ihre Forschungsgebiete sind Finanzkrisen, Wirtschaftsgeschichte und das Bankenwesen.

## Leben
Nach dem Abitur am Stadtgymnasium Dortmund und einer Banklehre bei der Deutschen Bank Dortmund studierte sie ab 1992 Volkswirtschaftslehre an der Universität Mannheim. Auslandsaufenthalte führten sie an die Sorbonne nach Paris, nach Sankt Petersburg und an die University of California, Berkeley. 1998 schloss sie als Jahrgangsbeste mit dem Diplom ab. Im Februar 2003 promovierte sie in Mannheim summa cum laude mit der Dissertation Macroeconomic Risks and Financial Crises – A Historical Perspective. Danach arbeitete sie als Wissenschaftlerin am Lehrstuhl von Martin Hellwig, an der Harvard University sowie am Max-Planck-Institut zur Erforschung von Gemeinschaftsgütern in Bonn.
Im April 2007 trat sie eine Professur an der Johannes Gutenberg-Universität Mainz an, im Dezember 2015 wechselte sie an die Universität Bonn. Daneben ist sie Research Affiliate am Max-Planck-Institut zur Erforschung von Gemeinschaftsgütern in Bonn sowie Research Fellow am Centre for Economic Policy Research in London.
Im April 2014 wurde Schnabel vom Bundeskabinett für den Sachverständigenrat zur Begutachtung der gesamtwirtschaftlichen Entwicklung als Nachfolgerin von Claudia Maria Buch vorgeschlagen, die zum Monatsende ausschied und als Vizepräsidentin zur Deutschen Bundesbank wechselte. Am 26. Juni 2014 wurde sie als Mitglied des Rates berufen. Mit ihrem Wechsel zur EZB schied sie zum Jahresende 2019 aus dem Gremium aus.
Seit 2018 ist Schnabel Mitglied der Berlin-Brandenburgischen Akademie der Wissenschaften, seit 2019 der Nordrhein-Westfälischen Akademie der Wissenschaften und der Künste.
Seit dem 1. Januar 2020 ist sie Mitglied des EZB-Direktoriums. Dort übernahm sie die Zuständigkeit für die Ressorts Marktoperationen sowie Forschung und Statistik.

## Positionen
In einem Interview mit Jung & Naiv bejahte Schnabel, dass sie endloses Wirtschaftswachstum für erreichbar halte. Sie glaube, dass dies durch technologischen Fortschritt und Ressourceneffizienz möglich sei und bezeichnete Die Grenzen des Wachstums als widerlegt. Damit widersprach sie Wachstumskritikern und Teilen der Nachhaltigkeitswissenschaft, die planetare Grenzen und Rebound-Effekte als dem entgegenstehend hervorheben, aber auch zeitgenössischen Fachkollegen wie Achim Truger und Kate Raworth, die für „eine agnostische Haltung zum Wachstum“ plädieren.

## Familie
Isabel Schnabel ist mit dem Ökonomen Reinhold Schnabel verheiratet. Das Paar hat drei Töchter.

## Auszeichnungen
- 2018: Gustav-Stolper-Preis des Vereins für Socialpolitik
- 2024: Korrespondierendes Mitglied der Österreichischen Akademie der Wissenschaften[9]
- 2024: Weltwirtschaftlicher Preis[10]